# داویس برتناس

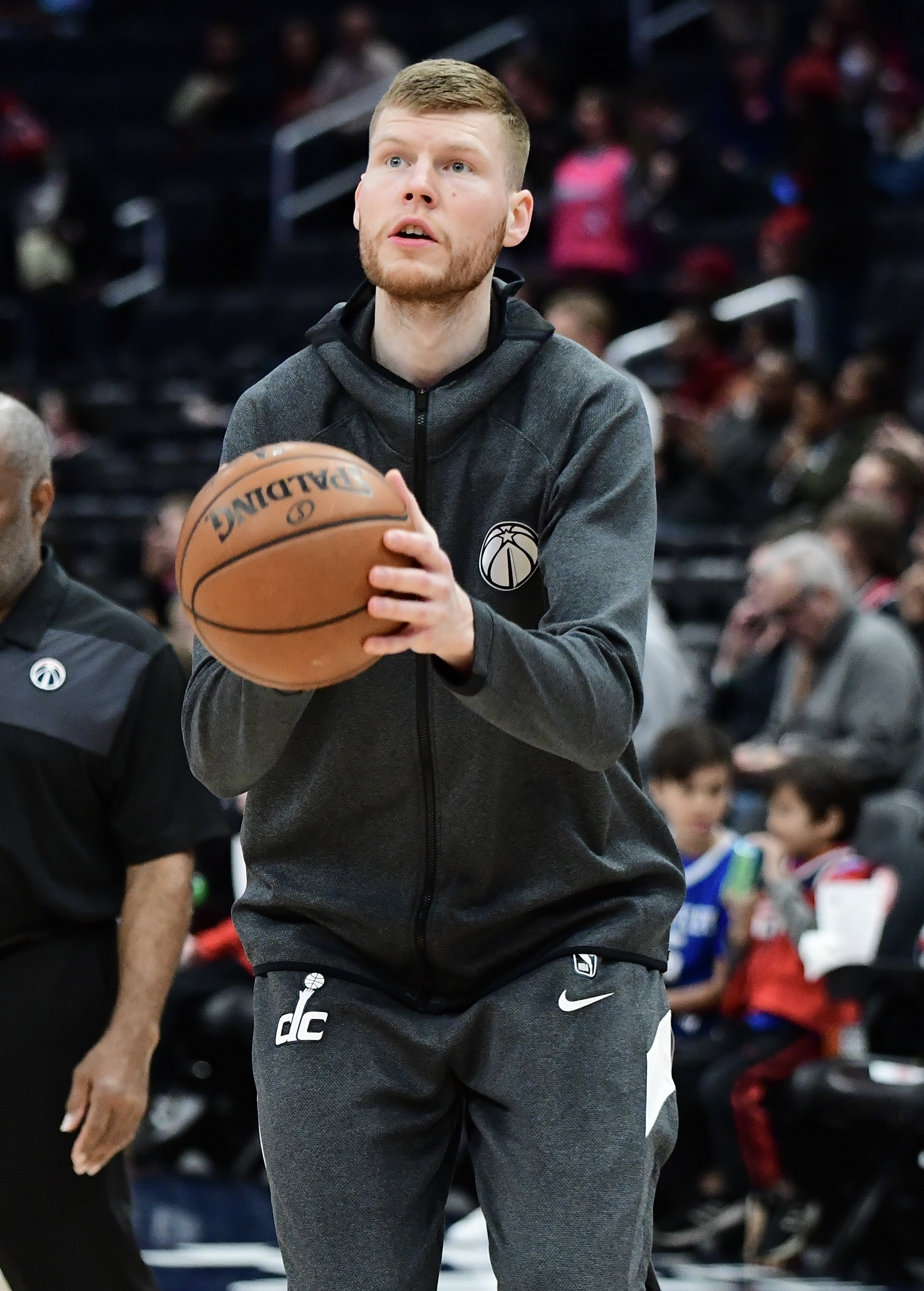
داویس برتناس در حال پرتاب توپ

داویس برتناس (لتونیایی: Dāvis Bertāns، زاده ۱۲ نوامبر ۱۹۹۲) یک بازیکن بسکتبال اهل لتونی است.
از باشگاه‌هایی که در آن بازی کرده‌است می‌توان به باشگاه بسکتبال پارتیزان، سن آنتونیو اسپرز و آستین توروس اشاره کرد.